# المنيعي (راس الخيمة)

المنيعي منطقة نائية من مناطق راس الخيمة، تبعد عن مدينة راس الخيمة 120كم باتجاه الجنوب ، وهي تقع قريب من مدينة حتا التابعه ألى إمارة دبي ، وتتمتع بجوها اللطيف.
تتكون قرية المنيعي من عدة قبائل والأكثرية لقبيلة الدهماني وهي من القبائل العربية المشهورة في الإمارات، وهي قبيلة قحطانية، يتصل نسبها إلى دهمان بن نصر بن زهران بن كعب بن الحارث بن كعب بن عبد الله بن نصر بن الأزد. وأيضاً توجد عدة قبائل وهي: المزروعي والقايدي والكعبي.
وتوجد في المنيعي عشرة أفلاج مشهورة وهي : (فلج النصلة – فلج رافاق – فلج الشعار – فلج المزرع – فلج فشق – فلج الحويلات – فلج العلق- فلج المنيعي- فلج اليسيرة – فلج صخيبر)
و هذه الأفلاج بنيت من الجص ويقدر عمرها إلى أكثر من ثلاثمائة عام تقريبا.

## الآثار
تم العثور على قبر لإمرأة به بعض المجوهرات وحلق فضية في وادي المنيعي القريب  من وادي القور في جنوبي أمارة رأس الخيمة . كما عثٌر على بعض القبور الفردية المتفرقة في الجبال والوديان الجنوبية للإمارة مثل وادي القور والوعب ،ربما تؤرخ إلى القرنين الذين سبقا الميلاد . وقد أعيد استعمال هذه القبور إبان الفترة الساسانية. فخاريات شبيهة بفخاريات مليحة 